# Gare de Roumazières-Loubert
Gare de Roumazières-Loubert vasútállomás Franciaországban, Roumazières-Loubert településen.

## Vasútvonalak
Az állomást az alábbi vasútvonalak érintik:
- Limoges-Bénédictins-Angoulême-vasútvonal
- Roumazières-Loubert au Vigeant railway line

## Kapcsolódó állomások
A vasútállomáshoz az alábbi állomások vannak a legközelebb:
- Gare de Chasseneuil-sur-Bonnieure
- Gare d’Exideuil